# Intolerable Cruelty
Intolerable Cruelty er en amerikansk romantisk sortkomediefilm fra 2003 instrueret, produceret og skrevet af Joel og Ethan Coen. Filmen har George Clooney og Catherine Zeta-Jones i hovedrollerne.

## Medvirkende
- George Clooney
- Catherine Zeta-Jones
- Geoffrey Rush
- Cedric the Entertainer
- Edward Herrmann
- Paul Adelstein
- Richard Jenkins
- Billy Bob Thornton
- Julia Duffy
- Jonathan Hadary
- Tom Aldredge
- Stacey Travis
- Isabell O'Connor
- Irwin Keyes
- Colin Linden
- Kiersten Warren

## Ekstern henvisning
- Intolerable Cruelty på Internet Movie Database (engelsk)
- Intolerable Cruelty på Filmdatabasen
- Intolerable Cruelty på Scope
- Intolerable Cruelty i Svensk Filmdatabas (svensk)
- Intolerable Cruelty på AlloCiné (fransk)
- Intolerable Cruelty på MovieMeter (nederlandsk)
- Intolerable Cruelty på AllMovie (engelsk)
- Intolerable Cruelty hos American Film Institute (engelsk)
- Intolerable Crueltys profil hos Encyclopædia Britannica Online (engelsk)
- Intolerable Cruelty på Turner Classic Movies (engelsk)